# Ahmed-al-Fatih-Moschee
| Ahmed-al-Fatih-Moschee | Ahmed-al-Fatih-Moschee                                                                    |
| ---------------------- | ----------------------------------------------------------------------------------------- |
| Blick auf die Moschee  |                                                                                           |
| Baujahr:               | 1987                                                                                      |
| Stilelemente:          | Islamische Architektur                                                                    |
| Bauherr:               | Isa bin Salman Al Chalifa                                                                 |
| Grundfläche:           | 100 m × 75 m                                                                              |
| Platz:                 | 7000 Personen                                                                             |
| Anschrift:             | Awal Avenue Corner Al Fatih Highway, al-Dschuffair Manama Hauptstadtgouvernement, Bahrain |
| Zweck:                 | Islam Gottesdienst                                                                        |
| Webseite:              | alfatehbh.net                                                                             |

Die Ahmed-al-Fatih-Moschee (arabisch جامع أحمد الفاتح, DMG Ǧāmiʿ Aḥmad al-Fātiḥ ‚Moschee von Ahmed dem Eroberer‘), auch bekannt als Islamisches Ahmed-al-Fatih-Zentrum (arabisch مركز أحمد الفاتح الإسلامي, DMG Markaz Aḥmad al-Fātiḥ al-Islāmī ‚Islamisches Zentrum von Ahmed dem Eroberer‘), war eine der größten Moscheen der Welt, umfasste 6.500 Quadratmeter und hatte die Kapazität für 7.000 Gläubige. Die Moschee wurde 1987 von Isa bin Salman Al Chalifa erbaut und nach Ahmed al-Fatih benannt. Er war ein Vorfahr der Al Chalifa und war der Eroberer von Bahrain. Im Jahr 2006 wurde die Moschee zum Standort der Nationalbibliothek von Bahrain.

## Die Moschee
Die Moschee war der größte Ort für Gottesdienste in Bahrain. Sie befindet sich neben der Al Fateh Highway in al-Dschuffair, einem Vorort von Manama. Die große Kuppel ist vollständig aus glasfaserverstärktem Kunststoff gebaut. Mit einem Gewicht von über 60 Tonnen ist die Kuppel die größte Glasfaserkuppel der Welt. Der Marmor, der in den Böden verwendet wird, ist italienisch und der Kronleuchter stammte aus Österreich. Die Türen wurden aus indischem Teakholz hergestellt. In der gesamten Moschee befindet sich kufische Kalligraphie.

## Bibliothek
Die Bibliothek des islamischen Zentrums verfügt über rund 7.000 Bücher, einige 100 Jahre alt oder älter. Dazu gehören Kopien der Bücher der Lehren des Propheten Mohammed (Hadith), die Globale Arabische Enzyklopädie, die Enzyklopädie der islamischen Rechtswissenschaft, al-Azhar-Zeitschriften, die vor mehr als hundert Jahren gedruckt wurden, sowie zahlreiche andere Zeitschriften und Magazine.

## Tourismus
Die Moschee ist eine der wichtigsten Touristenattraktionen in Bahrain. Sie ist von 9 Uhr bis 16 Uhr geöffnet. Touren in verschiedenen Sprachen wie Englisch, Französisch, Filipino und Russisch werden angeboten.